# Penagos
Penagos es un valle, municipio y localidad de la comunidad autónoma de Cantabria (España) situado en la comarca de Santander. Limita al norte con Villaescusa, al este con Liérganes y al sur y oeste con Santa María de Cayón. 
Situado en la falda sur de Peña Cabarga, parte de su territorio compone el Parque de la Naturaleza de Cabárceno. Por el municipio discurren la A-8, la N-634 y un tramo de la línea de alta tensión Soto de Ribera (Asturias)-Güeñes (Vizcaya).

## Geografía
Integrado en la comarca de Santander, se sitúa a 24 kilómetros de la capital autonómica. El término municipal está atravesado por la Autovía del Cantábrico (A-8) y por la carretera nacional N-634, entre los pK 207 y 210, además de por carreteras locales que unen las pedanías y permiten la comunicación con los municipios vecinos de Liérganes, Santa María de Cayón y Villaescusa. 
El relieve del municipio está definido por el Macizo de Peña Cabarga al norte y las praderas en pendiente ascendente hacia el sur. Las cotas varían entre la más baja situada a 87 metros y la más elevada localizada a 654 metros en el alto de La Crespa. La capital se alza a 134 metros sobre el nivel del mar. En el municipio se encuentra el Parque de la Naturaleza de Cabárceno, cuya instalación supuso la recuperación medioambiental de un espacio profundamente degradado por la explotación minera, en donde más de mil animales de los cinco continentes conviven en semilibertad.
| Noroeste: Villaescusa                     | Norte: Villaescusa        | Nordeste: Liérganes                       |
| Oeste: Villaescusa y Santa María de Cayón |                           | Este: Liérganes                           |
| Suroeste: Santa María de Cayón            | Sur: Santa María de Cayón | Sureste: Santa María de Cayón y Liérganes |

### Clima
Penagos tiene un clima cálido y templado, clasificado como marítimo-cáligo según la clasificación agroclimática de Papadakis ya que cuenta con un invierno tipo "Ci" (citrus), verano tipo "O" (arroz), un régimen de humedad "Hu" (húmedo) y régimen térmico "MA" (marino).
La temperatura media anual es 14,3 °C y una oscilación térmica por debajo de los 11 °C. En verano la temperatura media está en 19,0 °C, mientras que en invierno el termómetro baja hasta los 9,7 °C. En cuanto a las precipitaciones, la media anual es de 1 465 mm, siendo noviembre el mes más lluvioso y julio el más seco.[cita requerida]
En base de los datos de la estación meteorológica situada en La Penilla, a 7 kilómetros de distancia, los parámetros climáticos promedio aproximados de la zona son los siguientes:
| Parámetros climáticos promedio de La Penilla                                                                             | Parámetros climáticos promedio de La Penilla | Parámetros climáticos promedio de La Penilla | Parámetros climáticos promedio de La Penilla | Parámetros climáticos promedio de La Penilla | Parámetros climáticos promedio de La Penilla | Parámetros climáticos promedio de La Penilla | Parámetros climáticos promedio de La Penilla | Parámetros climáticos promedio de La Penilla | Parámetros climáticos promedio de La Penilla | Parámetros climáticos promedio de La Penilla | Parámetros climáticos promedio de La Penilla | Parámetros climáticos promedio de La Penilla | Parámetros climáticos promedio de La Penilla |
| Mes | Ene.                                         | Feb.                                         | Mar.                                         | Abr.                                         | May.                                         | Jun.                                         | Jul.                                         | Ago.                                         | Sep.                                         | Oct.                                         | Nov.                                         | Dic.                                         | Anual                                        |
| --- | -------------------------------------------- | -------------------------------------------- | -------------------------------------------- | -------------------------------------------- | -------------------------------------------- | -------------------------------------------- | -------------------------------------------- | -------------------------------------------- | -------------------------------------------- | -------------------------------------------- | -------------------------------------------- | -------------------------------------------- | -------------------------------------------- |
| Temp. media (°C) | 9.20                                         | 9.80                                         | 11.20                                        | 12.30                                        | 15.10                                        | 17.80                                        | 19.50                                        | 19.70                                        | 18.50                                        | 16.00                                        | 12.00                                        | 10.00                                        | 14.3                                         |
| Precipitación total (mm)                                                                                                 | 155.20                                       | 107.40                                       | 130.70                                       | 149.10                                       | 103.50                                       | 75.60                                        | 64.90                                        | 89.10                                        | 100.80                                       | 132.10                                       | 194.10                                       | 163.20                                       | 1465.7                                       |
| Fuente: Ministerio de Agricultura, Pesca y Alimentación. Datos de precipitación (1961-2003) y de temperatura (1961-2003) |                                              |                                              |                                              |                                              |                                              |                                              |                                              |                                              |                                              |                                              |                                              |                                              |                                              |

## Historia
Alfonso VIII de Castilla recibió muy buena ayuda por parte de este lugar en la célebre Batalla de las Navas de Tolosa y después de finalizar la batalla en 1212, le da el Título de Real y Leal Valle. En una crónica de 1342 de Alfonso XI aparecece la valerosa ayuda en la Batalla del Salado de los habitantes del valle. Felipe V y luego Fernando VI en 1717, le da el Título de Fiel, por lo cual quedaban librados del impuesto de la sal, entonces muy cuantiosos. En 1778 fue uno de los Nueve Valles que formó la Provincia de Cantabria y en 1822 municipio como hoy lo conocemos.

## Demografía
Penagos cuenta con una población de 2257 habitantes (INE 2024).
| Gráfica de evolución demográfica de Penagos entre 1842 y 2021                                                       |
| |
| Población de derecho según los censos de población del INE Población de hecho según los censos de población del INE |

### Transporte y comunicaciones

#### Red viaria
Por el término municipal de Penagos discurren las siguientes vías pertenecientes a la Red de Carreteras del Estado:
- A-8: autovía del Cantábrico, entre los puntos kilométricos 207 y 211, aproximadamente, y que incluye el viaducto de sobre el humedal de La Llama, de 1 6 metros de longitud. En este tramo se sitúa el enlace de  Sarón que conecta con las carreteras N-634 y CA-142 y por el cual se puede acceder al Parque de la Naturaleza de Cabárceno, así como el área de descanso Penagos.[3]
- N-634, entre los puntos kilométricos 206 y 211, aproximadamente.

También discurren la siguiente carretera de la Red Primaria de Carreteras de Cantabria:
- CA-142: El Astillero - Selaya, entre los puntos kilométricos 9 y 10.

También discurren la siguiente carretera de la Red Local de Carreteras de Cantabria:
- CA-405: Obregón - Pámanes, desde el inicio hasta el punto kilométrico 5.
- CA-406: Acceso a Sobarzo.
- CA-407: Sobarzo - N-634.
- CA-408: Helguera - Cabárceno.
- CA-409: Penagos - Cabárceno.
- CA-614: Acceso a Arenal de Penagos.
- CA-615: Arenal de Penagos - La Abadilla.
- CA-616: Acceso a Llanos.

#### Transporte público
Penagos está comunicado con las principales poblaciones de la zona central de Cantabria por medio de las siguientes líneas de autobuses:
- Turytrans: Santander - Liérganes.
- Turytrans: Torrelavega - Solares.
- Turytrans: Sarón - Penagos.

## Economía
Un 17,8 % de la población del municipio se dedica al sector primario, un 10,5 % a la construcción, un 24,2 % a la industria y un 47,6 % al sector terciario. En el municipio la tasa de actividad es de 48,4 % y la tasa de paro es de 9,8 %, mientras que la media en Cantabria está en torno al 52,5 % y 14,2 % respectivamente. Predomina por tanto el sector servicios.

## Administración y política

### Gobierno municipal
José Carlos Lavín Cuesta (AEUP) es el actual alcalde del municipio. 
| Partido político                        | 2023  | 2023  | 2023       | 2019  | 2019  | 2019       | 2015  | 2015  | 2015       | 2011  | 2011  | 2011       | 2007  | 2007  | 2007       | 2003  | 2003  | 2003       |
| Partido político                        | Votos | %     | Concejales | Votos | %     | Concejales | Votos | %     | Concejales | Votos | %     | Concejales | Votos | %     | Concejales | Votos | %     | Concejales |
| Unión por Penagos (UPP)                 | 836   | 59,29 | 7          | 935   | 65,11 | 8          | 927   | 66,17 | 7          | 807   | 59,38 | 6          | 753   | 59,48 | 6          | 686   | 53,76 | 5          |
| Partido Popular (PP)                    | 323   | 22,90 | 3          | 370   | 25,76 | 3          | 386   | 27,55 | 2          | 405   | 29,80 | 3          | 353   | 27,88 | 2          | 426   | 33,39 | 3          |
| Partido Regionalista de Cantabria (PRC) | 142   | 10,07 | 1          | 112   | 7,79  | 0          | 77    | 5,50  | 0          | 109   | 8,02  | 0          | 119   | 9,40  | 1          | 149   | 11,68 | 1          |

### Organización territorial
- Arenal
- Cabárceno
- Llanos (barrio)
- Penagos (Capital)
- Sobarzo

### Justicia
El municipio pertenece al Partido judicial de Medio Cudeyo (partido judicial n.º 7 de Cantabria).
Desde el año 1998, Manuel Calderón Fernández ejerce como juez de paz titular de Penagos, volviendo a ser nombrado por el Tribunal Superior de Justicia de Cantabria en los años 2011, 2015 y 2019. El puesto de juez de paz sustituto fue desempeñado por Fernando Cobo de la Hoz desde marzo de 2007 hasta su renuncia en mayo del mismo año, encontrándose vacante desde entonces.

## Patrimonio
En este municipio están protegidos dos edificios:
- Iglesia parroquial de San Jorge, Bien de interés local.[13]
- Puente del Búmbaro, en Llanos, Bien inventariado.

## Personas destacadas
- Vicente Acero y Arebo (1675/1680-1739): arquitecto.
- Lorenzo de la Maza y Quintanilla (1770-1833): coronel de milicias realistas en Chile, alcalde y procurador general de la ciudad de Los Ángeles (Chile).
- Pedro de la Hoz y de la Torre (1800-1865), periodista y político.[14]
- Fray Gaspar Prieto (1562-1637) Obispo de Elna (Perpiñán) General de la Orden de la Merced.[15]
- Fray Melchor Prieto (1562-1648), Obispo de Gaeta (Italia) y Maestro en Teología.[15]
- Carlos Gandarillas (n. 1984): jugador de bolo palma.